# 李石基

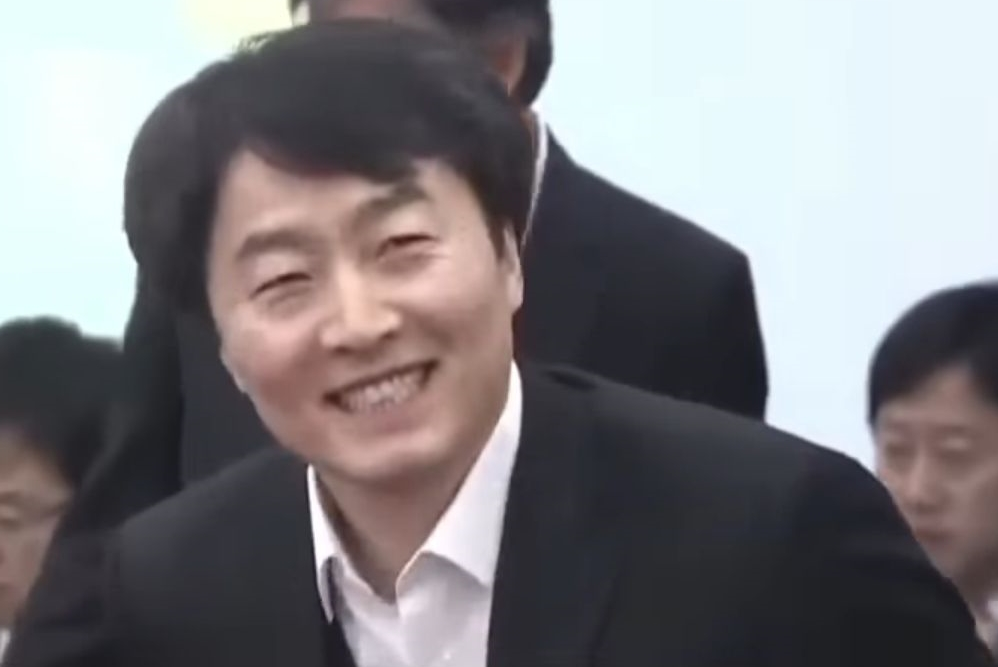
李石基

李 石基（イ・ソッキ、朝鮮語: 이석기、1962年2月2日 - ）は、韓国の主体思想派革命家、政治家。旧統合進歩党所属の第19代国会議員であったが、朴槿恵政権の時に内乱扇動などの容疑で起訴・収監された。

## 経歴
韓国外国語大学校の中国語通訳翻訳学科卒業。1980年代に北朝鮮の主体思想に従い韓国での革命を目指す反帝青年同盟に加入し、同組織は1990年代に地下政党の民族民主革命党として改編された。その後、民族民主革命党スパイ事件で摘発され、実刑判決を受けた。李は出所後に京畿道を中心に親北系の地下組織を再建し、勢力を拡張した後、合法政党であった統合進歩党の主導権を掌握した。

### 内乱扇動疑惑
統合進歩党の党員らで作られた組織の会合で「（北朝鮮との）有事の際に備え銃器を準備せよ」などと発言し、ソウルの通信施設や韓国国内の石油備蓄基地などの破壊を企てた疑いがあったため、2013年に現職国会議員のままで警察に逮捕された。その後、非常時の韓国の体制転覆を謀議したとして内乱扇動、内乱陰謀罪などで起訴され、のちに内乱扇動で懲役9年、横領で懲役8か月の判決が言い渡された。なお、この事件は後の憲法裁判所による統合進歩党の解散審判の引き金となった事件でもある。
2021年のクリスマス前に仮釈放された。同時期に行われた特別赦免（恩赦）で朴槿恵前大統領が恩赦の対象となったことに対する極左系の不満を和らげる文在寅政権の思惑だと日本経済新聞が報じた。